# Tărâmul uitat de timp
Tărâmul uitat de timp (titlu original: The Land Before Time) este un film de animație american și irlandez din 1988 regizat de Don Bluth. Rolurile principale au fost interpretate de actorii Gabriel Damon, Pat Hingle, Candace Hutson, Judith Barsi și Will Ryan.

## Distribuție
- Gabriel Damon - Littlefoot
- Candace Hutson - Cera
- Judith Barsi - Ducky
- Will Ryan - Petrie
- Helen Shaver -  Littlefoot's mother
- Burke Byrnes - Cera's father
- Bill Erwin - Littlefoot's grandfather
- Pat Hingle - Narator & Rooter

## Coloana sonoră
Tema muzicală a filmului, "If We Hold on Together",  a fost interpretată de Diana Ross și lansată ca single în ianuarie 1989. Coloana sonoră a fost compusă de James Horner și lansată la 21 noiembrie 1988.
Lista pieselor
1. "The Great Migration"
2. "Sharptooth and the Earthquake"
3. "Whispering Winds"
4. "If We Hold on Together"
5. "Foraging for Food"
6. "The Rescue/Discovery of the Great Valley"
7. "End Credits"